# Abubeker Nassir
Abubeker Nassir Ahmed (amh. አቡበከር ናስር; ur. 23 lutego 2000 w Addis Abebie) – piłkarz etiopski grający na pozycji napastnika. Od 2022 jest zawodnikiem klubu Mamelodi Sundowns.

## Kariera klubowa
Swoją karierę piłkarską Abubeker rozpoczął w klubie Harar City FC. W sezonie 2014/2015 zadebiutował w nim. W 2016 przeszedł do Ethiopian Coffee SC. W sezonie 2020/2021 wywalczył z nim wicemistrzostwo Etiopii.

## Kariera reprezentacyjna
W reprezentacji Etiopii Abubeker zadebiutował 16 listopada 2019 roku w przegranym 0:1 meczu kwalifikacji do Pucharu Narodów Afryki 2021 z Madagaskarem rozegranym w Antananarywie. W 2022 roku został powołany do kadry na Puchar Narodów Afryki 2021. Rozegrał na nim trzy mecze grupowe: z Republiką Zielonego Przylądka (0:1), z Kamerunem (1:4) i z Burkiną Faso (1:1).